# Chris Casto
Chris Casto, född 27 december 1991, är en amerikansk ishockeyspelare som spelar för Providence Bruins i AHL. Han är inte draftad av någon klubb.
Casto skrev på ett kontrakt med Boston Bruins i NHL i mars 2013.